# Jankowo Dolne (gromada)
Jankowo Dolne – dawna gromada, czyli najmniejsza jednostka podziału terytorialnego Polskiej Rzeczypospolitej Ludowej w latach 1954–1972.
Gromady, z gromadzkimi radami narodowymi (GRN) jako organami władzy najniższego stopnia na wsi, funkcjonowały od reformy reorganizującej administrację wiejską przeprowadzonej jesienią 1954 do momentu ich zniesienia z dniem 1 stycznia 1973, tym samym wypierając organizację gminną w latach 1954–1972.
Gromadę Jankowo Dolne z siedzibą GRN w Jankowie Dolnym utworzono – jako jedną z 8759 gromad na obszarze Polski – w powiecie gnieźnieńskim w woj. poznańskim, na mocy uchwały nr 19/54 WRN w Poznaniu z dnia 5 października 1954. W skład jednostki weszły obszary dotychczasowych gromad Jankowo Dolne, Kalina i Lulkowo oraz miejscowość Arkuszewo z dotychczasowej gromady Arkuszewo ze zniesionej gminy Gniezno w tymże powiecie. Dla gromady ustalono 11 członków gromadzkiej rady narodowej.
1 stycznia 1960 do gromady Jankowo Dolne włączono obszar zniesionej gromady Ganina w tymże powiecie.
1 stycznia 1962 do gromady Jankowo Dolne włączono obszar zniesionej gromady Szczytniki Duchowne (bez miejscowości Kędzierzyn) oraz miejscowości Brody, Dębowiec, Gołaźnia, Róża, Strzyżewo Kościelne i Wełnica ze znoszonej gromady Goślinowo w tymże powiecie; równocześnie przeniesiono siedzibę GRN z Jankowa Dolnego do Gniezna, pozostawiając nazwę gromady bez zmian.
Gromada przetrwała do końca 1972 roku, czyli do kolejnej reformy gminnej.